# Державний педагогічний університет імені Йона Крянге
Державний педагогічний університет імені Йона Крянге — провідний вищий державний педагогічний навчальний заклад Республіки Молдова, що розташований в місті Кишиневі.

## Історія
Державний педагогічний університет імені Йона Крянге був заснований Указом уряду Молдавської РСР від 16 серпня 1940 року та спочатку носив назву Кишинівський педагогічний інститут. Інститут включав п'ять факультетів: історії та філології, фізики, математики, біології та географії.
1955 року інституту надано ім'я румунського письменника Йона Крянге.
1992 року на підставі рішення Уряду Республіки Молдова № 330 від 21.05.1992 року «Про реорганізацію університетської освіти», інститут було переформовано на Державний педагогічний університет імені Іона Крянг.

## Факультети

### Факультет іноземних мов та літератури
Англійська мова та література; Німецька мова та література; Французька мова та література; Італійська мова і література; Іспанська мова та література; Англійська філологія і культура; Німецька філологія і культура; Французька філологія і культура.

### Факультет історії та етнопедагогіки
Історія; Географія; Історія та англійська мова; Історія і французька мова; Історія і громадянське виховання; Громадянське виховання і історія; Історія і етнологія; Етнологія; Румуни між Заходом і Сходом; Міжкультурні зв'язки; Історична спадщина та туризм.

### Факультет філології
Румунська мова та література; Румунська і англійська мови та література; Румунська і французька мови і література; Румунська і німецька мова і література; Румунська та італійська мова і література; Румунська та іспанська мова і література; Російська та англійська мова та література; Російська мова та література; Лінгвістика, історія та теорія літератури; Дидактика філологічних дисциплін; Мовне і літературознавче виховання; Лінгвістична освіта і міжкультурне спілкування.

### Факультет образотворчого мистецтва і дизайну
Образотворче мистецтво; Технологічне виховання; Образотворче мистецтво і технологічне виховання; Декоративне мистецтво; Дизайн одягу; Дизайн інтер'єру; Графіка; Живопис; Педагогіка мистецтва; Художня обробка матеріалів; Художнє моделювання костюма; Художнє проектування інтер'єру; Графічний дизайн; Станковий живопис; Менеджмент в мистецтві.

### Педагогічний факультет
Педагогіка початкової освіти; Дошкільне виховання; Педагогіка; Соціальна педагогіка; Педагогіка і англійська мова; Педагогіка початкової освіти і англійська мова; Педагогіка початкової освіти і французька мова; Педагогіка початкової освіти і дошкільне виховання; Педагогіка початкової освіти та інформатика; Спортивний і сучасний танець; Менеджмент і консультування в початковій освіті/ в дошкільній педагогіці; Методологія науково — педагогічного дослідження, методологія наукового дослідження в соціальній педагогіці; Педагогіка вищої освіти.

### Факультет інформатики та інформаційних технологій в навчанні
Інформатика; Математика та інформатика; Інформатика і математика; Інформаційні та комунікаційні технології в освіті.

### Факультет психології та спеціальної психопедагогики
Психологія; Психопедагогіка; Спеціальна психопедагогіка; Соціальний захист; Психолого-педагогічна консультативна психотерапевтична діяльність практичного психолога; Психодіагностика та психологічний супровід в організаціях різного типу; Теорія і практика психологічного дослідження; Спеціальна психопедагогика і терапія мови; Ексклюзивне виховання і терапія осіб зі спеціальними потребами; Соціальна політика підтримки сім'ї та дитини; Соціальна служба в області здоров'я населення.